# Maurice Séguin
Pour les articles homonymes, voir Séguin.
Maurice Séguin (7 décembre 1918 - 28 août 1984) est un historien et un professeur québécois.
Tout au long de sa carrière, il a insisté sur le fait qu’en 1763 un nouveau processus de colonisation a remplacé celui de l’ancienne métropole française pour donner naissance à une nation nouvelle, le Canada. Pour ce faire, il a d’abord fallu, à compter de 1840, réduire les Canadiens (français) à l’état de minorité politique artificielle puis, une fois qu’ils sont devenus réellement une minorité démographique, 1867 est venu compléter le processus par lequel ils constituent depuis une nation annexée et provincialisée à l’intérieur d’une fédération.

## Biographie
Séguin est né le 7 décembre 1918 à Horse Creek, en Saskatchewan, où ses parents, agriculteurs d'origine québécoise, sont venus s'établir un an auparavant. Ceux-ci ont répondu à l'appel de Wilfrid Laurier, qui invite les Canadiens français à venir fonder une communauté dans le sud de la Saskatchewan. Dès 1922, déçus de leur expérience et voyant que Maurice, leur aîné, ne peut recevoir une instruction francophone puisque seules les écoles anglophones y sont autorisées, ils décident de revenir au Québec, où ils abandonnent l'agriculture en s'établissant dans l'est de Montréal, dans la paroisse ouvrière de Saint-Vincent-de-Paul.
Il entreprend ses études classiques chez les Jésuites en 1934 : d'abord au collège Saint-Ignace (1934-1940) puis au collège Jean-de-Brébeuf (1940-1942), où il est reçu Bachelier ès arts.
Il poursuit ensuite des études à l'École des hautes études commerciales puis à la Faculté des lettres de l'Université de Montréal. En 1944, il en sort licencié ès lettres et enseigne l'histoire et la géographie au collège Sainte-Marie de Montréal au cours de l'année 1944-1945. C’est à ce moment qu’il mûrit le projet de poursuivre une recherche doctorale en histoire du Canada qui s'intitulera La "nation canadienne" et l'agriculture (1760-1850). La soutenance aura lieu le 14 novembre 1947. Le jury est composé de Lionel Groulx, Guy Frégault et Jean-Pierre Houle.
Lors de la création de l’Institut d’histoire de la Faculté des lettres de l'Université de Montréal, il en devient le secrétaire-trésorier et, à l’invitation de Guy Frégault, chargé de cours en 1948. Il occupe ensuite le poste de Lionel Groulx lors de son départ de l’université, en 1949. Il devient professeur agrégé en 1950 puis professeur titulaire de la chaire Lionel-Groulx en 1959. Il enseignera l'histoire du Canada sous le régime britannique.
Sa carrière universitaire ne correspond pas au profil habituel. Il a peu publié, préférant se consacrer à l'enseignement. Son œuvre, quoique peu abondante, demeure un modèle d'unité et de cohérence. Sa pensée qui a connu un retentissement important, s’inscrit au cœur des débats de son époque. Maurice Séguin est décédé le 28 août 1984, à l’âge de 65 ans.

## Vie privée
Il a épousé l'artiste peintre et sculptrice Tatiana Démidoff (1935-2006),.

## Évolution de sa pensée historique
À l’époque où Séguin décide de rédiger sa thèse de doctorat sur La nation canadienne et l'agriculture (1760-1850), l’histoire économique est un champ de recherche à peu près inexistant. On véhiculait l'idée que l’histoire nationale avait été écrite et qu'elle était définitive. Par ailleurs, Séguin s’intéresse depuis longtemps aux questions économiques et il cherche plus particulièrement à comprendre les causes de l’infériorité économique des Canadiens (français). Il ne se satisfait pas de l’explication, dominante voulant que cette infériorité soit le résultat d'une carence de formation dans le domaine des affaires.
De même, au cours des années 1930 et 1940, la croyance en la vocation essentiellement agricole des Canadiens (français) est toujours, avec la langue et la religion, l’un des trois piliers de l’identité nationale. En choisissant de s’attaquer au problème de « la nation canadienne et l'agriculture » sous un angle économique, Séguin plonge au cœur d’un des plus grands lieux communs de l'époque.
Pour mener cette recherche, il a dû se tourner vers des sources intellectuelles extérieures au Québec. Il a analysé les traités de sciences économiques tant américaines, françaises qu’anglaises. Il s'est également inspiré des tendances nouvelles qui émergent de l’historiographie canadienne-anglaise, de Harold Innis et de Donald Grant Creighton en particulier.
Des économistes qu’il a lus, il faut faire une place à part à Doreen Warriner, qui publie, en 1939, Economics of Peasant Farming. Séguin en retient que l’exode rural au Québec ne relève pas, comme on le croyait à l’époque, de la pénurie de terres agricoles ou d’un manque de vision des dirigeants politiques. Il résulte de la diversification des modes d’activités économiques qui découle de la croissance économique. L’exode rural devient alors un simple indice qu’une société est en train de passer d’un stade de développement économique à un autre. C’est une loi du marché, un phénomène normal. On passe ainsi d'une explication par les individus à une explication qui repose sur l'interaction qui s'institue entre des facteurs.
Les nouvelles tendances issues de l’historiographie canadienne-anglaise des années 1930 proposaient, pour leur part, un renversement des perspectives par rapport à la tradition reçue. Jusqu'alors, la création du Canada apparaissait comme le résultat d’une évolution politique graduelle, qui l’a fait passer du statut de colonie à celui de nation autonome. La nouvelle génération d’historiens canadiens-anglais, Harold Innis en tête, soutenait que ce sont les réalités géographiques et économiques qui constituent les vrais fondements du Canada. Selon Innis, le développement économique d’une colonie est inextricablement lié aux besoins des marchés métropolitains. L’orientation est-ouest du fleuve et de son bassin hydrographique a permis l’exploitation continue d’un produit principal d’exportation vers la métropole française puis anglaise: morue, fourrure, bois, blé. La construction des chemins de fer s’est inscrite ensuite dans le prolongement de cette orientation Est-Ouest. Le Canada devient ainsi la résultante d'un processus de colonisation animé par le grand commerce, ce que va illustrer Donald Creighton, dans The Commercial Empire of the St. Lawrence, 1760-1850 (1937), en présentant le fleuve Saint-Laurent comme une «invitation permanente» à l'exploitation des ressources du continent nord-américain. Une fois encore, l'explication historique repose sur l'interaction entre des phénomènes de structures plutôt que des individus.
Autre apport significatif, l’historien français, Émile Salone, dans La colonisation de la Nouvelle-France (1905), allait mettre en relief l'importance du Saint-Laurent comme artère commerciale au temps du régime français, tout en portant également attention aux contraintes climatiques et géographiques ainsi qu’au rôle de la métropole dans ce processus de colonisation où le travail agricole apparaît comme une activité parmi d’autres. Au moment de la Conquête, quel bilan Salone fait-il de cet effort de colonisation?
- «Toute colonisation qui réussit a pour dernière étape de son évolution, la création d'un peuple nouveau, qui, de jour en jour, devient plus capable de se passer du secours de la mère patrie, de subsister, de grandir par ses propres forces.»[9].

À n'en pas douter, Émile Salone et les historiens canadiens-anglais savaient ce que signifiait coloniser un territoire. Toutefois, jusqu’au tournant de la Deuxième Guerre mondiale, les Québécois avaient une conception «diminuée» de ce qu’est la colonisation. Esdras Minville s’interroge à ce sujet. Dans un article datant de 1943, il commence par définir ce qu’est la colonisation : «coloniser, au sens ordinaire du mot, c'est prendre possession d'un territoire, en mettre en valeur les ressources, en vue si possible d'y établir une population.» C'est là, rappelle Minville, l'esprit qui a guidé les diverses métropoles européennes qui ont participé aux entreprises de colonisation au cours des XVIe et XVIIe siècles. Il observe qu’au Québec, « la colonisation apparaît... essentiellement comme le début de l'agriculture, et c'est comme tel qu'elle est conçue, organisée et traitée.... Une question se pose naturellement: pourquoi en sommes-nous venus à cette notion diminuée de la colonisation?» La réponse selon Minville tient du fait que du moment que s'impose la métropole britannique en 1763, un nouveau processus de colonisation fait en sorte que les principaux leviers de la vie politique, économique et culturelle échappent aux vaincus : «la population entière est donc refoulée vers la terre» et «c'est sur cette notion diminuée – mais diminuée pour cause – de la colonisation que nous vivons encore ». Ici encore, c'est l'interaction qui préside à l'explication de Minville.
On ne saurait s'étonner que, pour Maurice Séguin, le politique, l’économique et le culturel n’existent pas dans des sphères séparées : «chaque aspect peut être considéré comme une FORCE à côté d'autres forces». Autrement dit, l’explication historique ne relève pas seulement de phénomènes de structures mais, plus fondamentalement, de l’interaction qui s’institue entre-elles.
Dans le cadre de son enseignement, il développera un cours sur les «Normes» qui fait le point sur les postulats sur lesquels repose sa conception de l’histoire.
Établissant un parallèle entre la vie individuelle et la vie collective, il y insistera sur l’importance et la valeur intrinsèque que recèle le fait d’agir collectivement par soi-même. Que ce soit dans les relations entre coloniaux et métropolitains, entre Canadiens et Canadians, la volonté d'agir collectivement par soi-même est à l'origine de cette interaction qui s’institue entre les trois structures principales d’une société. Ce système de normes qu'il met en jeu dans son enseignement permet de donner de la profondeur à des concepts tels que ceux de colonisation, de nation, de nationalisme ou de fédéralisme, tout en établissant un lien de cohérence entre ces réalités et l'explication historique qu'il propose.
Les perspectives que Maurice Séguin a développées dans son œuvre alimenteront le mouvement nationaliste québécois qui reprend vie au cours des années soixante.

## Publications
1946
- «La Conquête et la vie économique des Canadiens», L'Action nationale, 28, 4 (décembre 1946), p. 308-326. (Ce texte a été revu par l'auteur et réédité dans Robert Comeau, dir., Économie québécoise, Montréal, Les Presses de l'Université du Québec, 1969, p. 345-361. Cette dernière version a aussi été reproduite dans R. Durocher et P.-A. Linteau, éd., Le retard du Québec et l'infériorité économique des Canadiens français, Trois-Rivières, Boréal Express, 1971, p. 93-111. On la retrouve aussi dans Rodrigue Tremblay, éd., L'économie québécoise, Montréal, Les Presses de l'Université du Québec, 1976, p. 13-27. La première version de ce texte a été traduite en anglais et a paru dans Dale Miquelon, éd., Society and Conquest - The Debate on the Bourgeoisie and Social Change in French Canada, 1700-1850, Toronto, Copp Clark Publishing, 1977, p. 67-80.)

1948
- «Le Régime seigneurial au pays du Québec, 1760-1854», Revue d'histoire de l'Amérique française, 1, 3 (décembre 1947), p. 382-402; 1, 4 (mars 1948), p. 519-532.

- Compte rendu du livre d'Edgar McInnis, Canada, A Political and Social History, (1947); Revue d'histoire de l'Amérique française, 2, 2 (septembre 1948), p. 296-299.

1949
- Compte rendu du livre de Léon Gérin, Le Type économique et social des Canadiens, (1948); Revue d'histoire de l'Amérique française, 3, 1 (juin 1949), p. 127-129.

1953
- « Notre civilisation (I) - La défaite de 1760 a empêché le Canada français de devenir une nation se suffisant à elle-même », Le Devoir, 22 septembre 1953, p. 8. Dans Les cours de la Chaire de civilisation canadienne-française.  Université de Montréal. Présentation  http://www.rond-point.qc.ca/rond-point/histoire/chaire-de-civilisation-canadienne-francaise-1953-1956-7/  Notre civilisation (I) http://www.rond-point.qc.ca/rond-point/histoire/chaire-de-civilisation-canadienne-francaise-1953-1956/ Partie I (1er cours) http://www.rond-point.qc.ca/rond-point/histoire/chaire-de-civilisation-canadienne-francaise-1953-1956-2/

- « Notre civilisation (II) - La lutte était inévitable entre les gouverneurs et les marchands anglais, au Canada, après 1760 », Le Devoir, 29 septembre 1953, p. 5. Dans Les cours de la Chaire de civilisation canadienne-française. Université de Montréal. Présentation  http://www.rond-point.qc.ca/rond-point/histoire/chaire-de-civilisation-canadienne-francaise-1953-1956-7/  Notre civilisation (II) http://www.rond-point.qc.ca/rond-point/histoire/chaire-de-civilisation-canadienne-francaise-1953-1956-4/ Partie II (2e cours) http://www.rond-point.qc.ca/rond-point/histoire/chaire-de-civilisation-canadienne-francaise-1953-1956-3/  Dernière conférence http://www.rond-point.qc.ca/rond-point/histoire/chaire-de-civilisation-canadienne-francaise-1953-1956-5/ Interruption des cours de Maurice Séguin  http://www.rond-point.qc.ca/rond-point/histoire/chaire-de-civilisation-canadienne-francaise-1953-1956-6/

1956
- « La notion d'indépendance dans l'histoire du Canada », La Société historique du Canada, Rapport de l'Assemblée annuelle / Canadian Historical Association Report, Ottawa, 1956, p. 83-85. (Résumé de communication). Ce résumé a aussi paru, avec de légères modifications, dans Maurice Séguin, historien du pays québécois vu par ses contemporains, p. 213-215. Un compte rendu de cette communication a été publié sous le titre de « L’impossible indépendance - Canada indépendant, Canada français annexé, démontre le prof. M. Séguin », La Presse, 9 juin 1956, p. 43.

1957
- En coll. avec Guy Frégault et Michel Brunet, « Lettre au Devoir - Les historiens ne prennent pas au sérieux la croisade anti-gauchiste », Le Devoir, 17 janvier 1957, p. 4.

1962
- « Genèse et historique de l'idée séparatiste au Canada français », Laurentie, 119, (juin 1962), p. 964-996. (Texte retranscrit par Raymond Barbeau à partir d'une série de trois conférences télévisées présentées à Radio-Canada les 18, 25 mars et 1er avril 1962. Ce texte a été réédité sous le titre L'idée d'indépendance au Québec - Genèse et historique, Boréal Express, 1968, 1977, 66 p., avec des notes critiques établies par André Lefebvre et contrôlées par Maurice Séguin. Ce texte a aussi été reproduit en partie dans J.-P. Bernard, éd., Les rébellions de 1837-1838, (1983), p. 173-189. Un court extrait a aussi paru dans Laurier L. LaPierre, dir., Québec: hier et aujour-d'hui, (1967), 226-229. Un autre court extrait a été traduit en anglais et a paru dans Elizabeth Nish, dir., Racism or Responsible Government: The French Canadian Dilemma of the 1840s, (1967), p. 178-184. Cet extrait a été reproduit dans R. Douglas Francis and Donald B. Smith, éd., Readings in Canadian History - Pre-Confederation, 1982, p. 334-341).

- Documents sur le British North America 1846-1848, Montréal, Les Presses de l'Université de Montréal, 1962, 1973, 92 p.

1965
- Les Normes, notes polycopiées pour le cours Histoire du Canada 480, 1965-1966, 58 p. (Ce texte a paru dans Robert Comeau, éd., Maurice Séguin, historien du pays québécois vu par ses contemporains, (1987), p. 81-197).

- L'explication historique: Synthèse de l'évolution politique (et économique) des deux Canadas, deuxième partie des <<Normes>>, notes polycopiées pour le cours Histoire du Canada 480, 1965-196?, ? p. (Ce texte a paru dans Robert Comeau, éd., Maurice Séguin, historien du pays québécois vu par ses contemporains, (1987), p. 199-212).

1966
- «Le développement intégral», dans Ministère de l'éducation, Direction générale des programmes et des examens, [1966], La civilisation française et catholique au Canada : cours général et cours scientifique, 11e année : guide à l'intention des maîtres pour l'année 1966/67/, p. 93-98. On retrouve le même texte dans «La Conquête et la vie économique des Canadiens», L'Action nationale, 28, 4 (décembre 1946), p. 315-317.; La Nation «canadienne» et l'agriculture (1760-1850), Trois-Rivières, Boréal Express, 1970, p. 231-235.

1967
- Le Rapport Durham, traduction des principaux passages du rapport, avec le texte original en regard, document polycopié, de 1967 à 1970.

1968
- L'idée d'indépendance au Québec, genèse et historique. Les éditions Boréal Express, Trois-Rivières, collection 17/60, 68 pages. Avant-propos de Denis Vaugeois.

1970
- La Nation «canadienne» et l'agriculture (1760-1850), Trois-Rivières, Boréal Express, 1970, 284 p. (Ce livre constitue une version remaniée de sa thèse de Ph.D. (Université de Montréal, 1947.)

- En coll.), «Les origines et le sens de 1837», Revue d'histoire de l'Amérique française, 24, 1 (juin 1970), p. 81-84.

1973
- «Le Québec», Québec-Canada, Paris, Éd. du Burin, Coll. «L'Humanité en marche», 1973, p. 41-165.

1997
- «Histoire de deux nationalismes au Canada», Montréal, Guérin Éditeur, 1997, xxvii + 452 p. Texte établi, présenté et annoté par Bruno Deshaies. «Œuvres complètes de Maurice Séguin» dans la «Bibliothèque d’histoire sous la direction d’André Lefebvre». Bruno Deshaies a été un étudiant de Maurice Séguin et il a soutenu, sous sa direction, une thèse pour le grade de Doctorat ès Lettres de l’Université de Montréal, en 1973, sous le titre : «Évolution des États du Québec et de l’Ontario entre 1867-1871.»  xii+462 p. + tableaux et cartes hors-texte. Recension par Claude Couture, University of Alberta, dans Politique et Sociétés, vol. 17, no 1-2, 1998, p. 308-310. http://id.erudit.org/iderudit/040120ar https://coursenligne.csj.ualberta.ca/profpage/professeurs_specifique.php?f=Claude&l=Couture

Autres
- (Sans titre), série de 17 cours télévisés (dactylographiés et manuscrits), produite en 1964 et portant sur le Régime anglais, 1760-1960. Fonds Maurice-Séguin, P221, boîte 2455. Supra «Publications», voir Deshaies (1997). Édition consolidée de ce manuscrit avec l'aide d'un enregistrement sonore des leçons professées par Maurice Séguin sur le réseau des cours universitaires diffusés à la télévision de la Société Radio-Canada (cf. Deshaies dans la section «Sources bibliographiques»).

- « Histoire du Canada », cours donné par Séguin aux élèves de syntaxe du Collège Sainte-Marie au cours de l'année 1944-1945. 28 p. manuscrites. Fonds Maurice-Séguin, P221 boîte 2453. Voir le «Fac-similé de la préparation de cours» qui se trouve dans le Fonds Maurice-Séguin portant sur l'«Évolution de la colonisation française au Canada (1534-1760)» conçu à l'âge de 26 ans. http://www.rond-point.qc.ca/rond-point/histoire/seguin/courbe-de-levolution-de-la-colonisation-francaise/  Présentation d'une version modernisée du graphique de 1944 accompagnée de «Remarques préliminaires». http://www.rond-point.qc.ca/rond-point/histoire/seguin/courbe-de-levolution-de-la-colonisation-francaise-au-canada-vision-de-1944/

## Sources bibliographiques
- Berger, Carl, The Writing of CANADIAN HISTORY - Aspects of English-Canadian Historical Writing since 1900, Toronto, Buffalo et London, University of Toronto Press, (1976), 1986, XIV – 363 p.
- Blain, Jean, « Maurice Séguin ou la rationalisation de l'histoire nationale », dans Maurice Séguin, La Nation «canadienne» et l'agriculture (1760-1850), Trois-Rivières, Boréal Express, 1970, p. 17-40.
- Comeau, Robert, éd., Maurice Séguin, historien du pays québécois vu par ses contemporains, Montréal, VLB éditeur et Tatiana Démidoff-Séguin, 1987, 307 p.
- Comeau, Robert, « L’angle mort de notre histoire » Le Devoir, 7 février 2015.
- Couture, Claude, Séguin : « ...cette publication vient à point nommé pour comprendre la genèse du mouvement nationaliste québécois contemporain. »  http://www.rond-point.qc.ca/blog/media/pdf/040120ar.pdf
- Deshaies, Bruno,  Préface, « L'actualité et la pertinence de la synthèse historique de Maurice Séguin », dans Histoire de deux nationalismes au Canada, Montréal, Guérin Éditeur, 1997, p. v-xxvii.
- Lamarre, Jean, Maurice Séguin, historien du Québec d'hier et d'aujourd'hui, Québec, Septentrion, 2018, 160 p.
- Lamarre. Jean, Le devenir de la nation québécoise selon Maurice Séguin, Guy Frégault et Michel Brunet 1944-1969, Sillery : Éditions du Septentrion, 1993, 561 p. (ISBN 978-2-89791-024-2)
- Lamarre, Jean, « À la jointure de la conscience et de la culture – L’École historique de Montréal au tournant des années 1950 », Simon Langlois et Yves Martin, dir., L’horizon de la culture – Hommage à Fernand Dumont, Québec, Institut québécois de recherche sur la culture – Les presses de l’Université Laval, 1995, p. 281-298.
- Lavallée, Josiane, L'influence de l'historien Maurice Séguin sur l'historiographie québécoise, 1950-1980, Mémoire de maîtrise (M.A. histoire), Université de Montréal, 2006.
- Tousignant, Pierre, Les Normes de Maurice Séguin, Montréal, Guérin, 1999.
- À la mémoire de Maurice Séguin. Trentième anniversaire (28 août 1984 – 28 août 2014).  Bio-chronologie http://www.rond-point.qc.ca/blog/media/pdf/BIOCHRON.Seguin_H2nat-Ed-Guerin_rev-augm.pdf

### Réactions des contemporains
- ANGERS, François-Albert, « Ah! c'est ça l'histoire objective! », L'Action nationale, 50, 9 (mai 1961), p. 912-916.
- [Presse canadienne], « Les anglophones doivent vivre comme une minorité - Michel Brunet», La Presse, 23 février 1966, p. 35.
- ANONYME, « Le "canadianisme", une chimère, une réalité ou une grave équivoque? », La Presse, 9 juin 1956, p. 41; 68.
- ANONYME, « L'impossible indépendance », La Presse, 9 juin 1956, p. 43.
- ARAMIS, « Coups de marteau sur le visage des ancêtres », Le Devoir, 7 janvier 1958, p. 4.
- BARBEAU, Victor, « Mesure de l'homme », L'Action, 15 mai 1963.
- DESHAIES, Bruno, éd., « Résumé de la communication de Maurice Séguin qui a suscité un vif débat sur le "canadianism" ». Réunion annuelle de la Société historique du Canada/Canadian Historical Association tenue, le 8 juin 1956, à l'Université de Montréal. Compte rendu du débat dans La Presse, 9 juin 1956.http://www.rond-point.qc.ca/blog/media/pdf/Seguin.Symposium_sur_le_canadianisme_08-06-1956.pdf
- DESHAIES, Bruno, «Maurice Séguin, la société québécoise et l’avenir du Québec», Institut d’histoire de l‘Amérique française, 51e Congrès annuel (15-17 octobre 1998), Québec, 16 octobre 1998. Le Rond-Point des sciences humaines http://www.rond-point.qc.ca/rond-point/histoire/seguin/maurice-seguin-la-societe-quebecoise-et-lavenir-du-quebec/
- DESHAIES, Bruno, « De Groulx à l'École de Montréal : une impasse », Bulletin d'histoire politique, 7 (automne 1998), 1:119-126.  http://www.rond-point.qc.ca/revues/bhpq/  Exposé dans le cadre d'un Débat à propos de Making History in Twentieth-Century Quebec. Historians and their Society de Ronald RUDIN (Université Concordia, Montréal). L'auteur démontre qu'il y a un tournant dans l'historiographie canadienne-française, en 1953, au moment de la célèbre conférence de Michel Brunet à l'occasion du 50e Congrès annuel de l'Association de la Jeunesse canadienne-française (A.J.C.). Le Devoir publie, les 6 et 7 novembre 1953, le texte intégral de la conférence sous le titre : « Sur le destin des Canadiens français. « Canadian » ou Canadiens ? » La rupture avec le chanoine Lionel Groulx s'amplifie. Mais les successeurs de Groulx sont eux aussi des promoteurs d'action politique.

- DESHAIES, Bruno, «Les nations et le nationalisme dans l'histoire d'après l'historien Maurice Séguin». http://www.rond-point.qc.ca/rond-point/conferences/les-nations-et-le-nationalisme-dans-lhistoire/ Communication présentée au colloque sur : «Nationalisme, citoyenneté et identité nationale (Nationalism, Citizenship, National Identity) ». Panel 5 : « Nation comme idéologie au Bas-Canada, dans le Canada français et au Québec» (« The Ideology of Nation in Lower Canada, French Canada, and Quebec »). Sackville, Mount Allison University, 12 novembre 1999. Cet exposé porte sur deux points principaux : l'homme et la pensée de Maurice Séguin sur les nations et le nationalisme dans l'histoire; la compréhension de la situation actuelle de la nation québécoise en s'appuyant sur Les Normes de Maurice Séguin.
- DESHAIES, Bruno, «Maurice Séguin. L'historien visionnaire du Québec contemporain. »  Chronique sur Vigile.net 29.09.2001.  «L’interprétation dite «pessimiste» ou «l’histoire noire » (si tel est qu’une telle histoire puisse exister) ne fait que rendre plus crue la réalité vivante du Présent des Québécois-Français. Il ne s’agit surtout pas d’une logique binaire, mais d’un conflit latent qui devra connaître un jour son dénouement.»  http://www.vigile.net/archives/01-9/deshaies-63.html

- DESHAIES, Bruno, «Maurice Séguin occupe-t-il une place unique dans l’historiographie ?» Colloque de la Chaire Hector-Fabre, Autour de la pensée de Maurice Séguin, jeudi 19 octobre 2006. http://www.rond-point.qc.ca/blog/media/pdf/colloque-chf-19-10-2006.pdf
- DION, Léon, “Le nationalisme persimiste. Sa source, sa signification, sa validité.” in revue CITÉ LIBRE, no 18, novembre 1957, pp. 3-18. http://classiques.uqac.ca/contemporains/dion_leon/nationalisme_pessimiste/Nationalisme_pessimiste.pdf
- ROBICHAUD, François, «Lire Séguin», témoignage inédit de 1996 publié sur Le Rond-Point des sciences humaines le 24 mars 1999.  «La connaissance de l’œuvre de Séguin nous évite, pour comprendre notre histoire, de recourir à l'accusation d'autrui et à l'autoculpabilisation.»  http://www.rond-point.qc.ca/rond-point/histoire/seguin/lire-seguin-francois-robichaud/

### Entrevue de Maurice Séguin
- ANONYME, « Trois étapes dans la pensée politique de l'historien », La Presse, 27 mai 1967, p. 5. http://www.rond-point.qc.ca/rond-point/histoire/le-chanoine-lionel-groulx-sa-pensee-2/

### Fonds d’archives Maurice Séguin P 221 (Université de Montréal)
Nancy Galvin et Kamel Meziani, «Le théoricien méconnu de l’indépendantisme québécois. » http://www.archiv.umontreal.ca/pdf/M_Seguin.pdf   Ce texte nous offre une première analyse professionnelle du Fonds d’archives Maurice Séguin P 221(Université de Montréal Division de la gestion des documents et des archives) http://www.archiv.umontreal.ca/P0000/P0221.html
Nous vous signalons que le bon hyperlien à suivre pour la référence à la note 28 avec les Sources consultées par Galvin et Meziani au sujet de Deshaies, Bruno. «Maurice Séguin. La société québécoise et l’avenir du Québec» est http://www.rond-point.qc.ca/rond-point/histoire/seguin/maurice-seguin-la-societe-quebecoise-et-lavenir-du-quebec Le Rond-Point des sciences humaines. INSTITUT D’HISTOIRE DE L’AMÉRIQUE FRANÇAISE Communication à l’occasion du 51e Congrès annuel - Québec, le 16 octobre 1998. Site consulté le 24 août 2015.